# Луксорский храм
Луксорский храм (егип. Jpt-rst «Святилище Амона») — развалины центрального храма древнеегипетского солнечного бога Амона-Ра, на правом берегу Нила, в южной части Фив, в пределах современного города Луксор.
Храм с 1979 года входит (в группе с Карнакским храмом и фиванским некрополем поблизости) в список Всемирного наследия ЮНЕСКО.

## Название
Неверная интерпретация названия храма с егип. Jpt-rst привела к распространению перевода «южный гарем». Такое понимание продиктовано рельефами божественного рождения в зале XIII, отчего некоторые исследователи называли храм «гаремом Амона». Слово jpt не имеет отношение к понятию «гарем» и может переводиться как «святилище», что стоит ближе к теологии храма.

## Архитектура

### Первые сооружения Среднего и Нового царства
Луксорский храм был построен из песчаника из района Гебель-эль-Силсила, который расположен в юго-западном Египте. Песчаник из этого региона называют нубийским песчаником. Он использовался для строительства памятников в Верхнем Египте, а также в ходе прошлых и текущих реставрационных работ.
Храмовое строительство на этой территории, посвящённой богу Амону, велось ещё с XII династии Среднего царства. Реставрационные и строительные работы в Луксоре с новой силой возобновились при XVIII династии Нового царства, включая энергичную деятельность в XV веке до н. э. при женщине-фараоне Хатшепсут и знаменитом завоевателе Тутмосе III, однако большая часть их сооружений на месте нынешнего храма не сохранилась, а каменные блоки были использованы для позднейших построек. Эти здания во время фестиваля Опет служили конечной точкой церемониального путешествия солнечной барки Амона-Ра из Карнака в Луксор.
Пик строительной активности в Луксоре пришёлся на правление фараона Аменхотепа III (1388—1351 до н. э.). При нём под руководством «начальника всех работ царя» (верховного архитектора) Аменхотепа, сына Хапу, и братьев-зодчих Сути и Хори и был возведён дошедший до нас Луксорский храм.

### Классический храм от Аменхотепа III до Рамсеса II

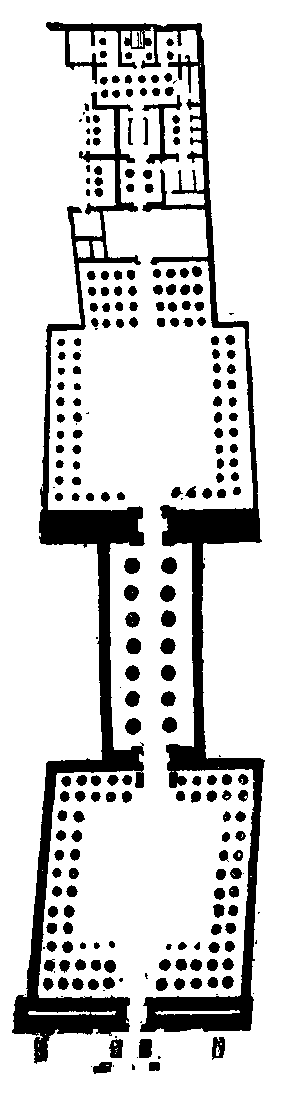
План Луксорского храма

Храм богов Амона, Мут и Хонсу представляет собой наиболее полное воплощение архитектурных особенностей Нового царства (XVI—XI века до н. э.). Его отличают грандиозность замысла, монументальность и торжественность деталей, большое количество колонн.
Храм ориентирован с северо-запада на юго-восток. Для соответствия с пилонами стоявшего в получасовом расстоянии к северу Карнака, с которым он начиная с правления Рамсеса II был соединён мощёной аллеей сфинксов, северный пилон его уклонен несколько к востоку от общей оси.
Древнейшая часть с примыкающими залами, украшенными монументальными рельефами и надписями — основана при Аменхотепе III; последние фараоны XVIII и первые XIX династии прибавили к югу двор с 74 папирусовидными колоннами, перемежающимися статуями фараонов. 100-метровая колоннада на 14 из них двумя продольными рядами была пристроена ещё при Тутанхамоне и его преемниках после Амарнского периода, когда Эхнатон попытался вытеснить традиционные культы божеств (в первую очередь верховного фиванского Амона-Ра) и возвёл близ Луксорского храма святилище нового единого бога Атона, разрушенное при Хоремхебе.
Рамсес II пристроил северный перистиль и пилон высотой 24 метра, а также изобразил на внешней стороне последнего свои подвиги в войне с хеттами. Здесь, на северном пилоне, в честь Битвы при Кадеше в начале XIII века до н. э. была начертана «Поэма Пентаура», восхваляющая фараона Рамсеса II с целью пропагандистского воздействия на широкие массы людей.
У северного входа Луксорского храма — четыре колосса-монолита и два обелиска того же Рамсеса II, из которых один перевезён в 1830-е годы в Париж, на площадь Согласия. Длина сооружения от входа до самой северной стены — 260 метров.

### Прибавления Позднего и эллинистического периодов
В позднюю эпоху древнеегипетской истории кушитский фараон XXV династии Шабака отреставрировал главные врата Луксорского храма и оставил здесь свои колонны и рельефные изображения, а его преемник Шабатака, также как до него Рамсес III и один из верховных жрецов XXI династии, внёс незначительные изменения в само святилище храма. Ещё один нубийский фараон Тахарка закончил возведение колоннады перед II пилоном. Основатель XXX династии Нектанеб I восстановил аллею сфинксов с головами человека, ведущую к Луксорскому храму, и придал ей конечный вид.
В начале эллинистической эпохи в глубине храма перед главным святилищем было сооружено святилище Александра Македонского, зал для ладьи Амона; работы велись и при его номинальном преемнике Филиппе Арридее.

### Судьба храмового комплекса и археологические находки
В римскую эпоху храм и его окрестности были крепостью легионеров и резиденцией римского наместника в этом районе. Для сооружения римского военного лагеря (каструма) при императоре Диоклетиане в 290-е годы использовались блоки стен храма XVIII династии с географическими текстами. Во время римского периода часовня внутри Луксорского храма, первоначально посвященная богине Мут, была преобразована в культовую часовню Тетрархии, а затем в церковь. В итоге на территории Луксора существовали две меньшие коптские церквушки и еще одна, большая по размерам.
После арабского завоевания в 640 году часть Луксорского храма была переоборудована в доныне функционирующую мечеть Абу Хаггаг.

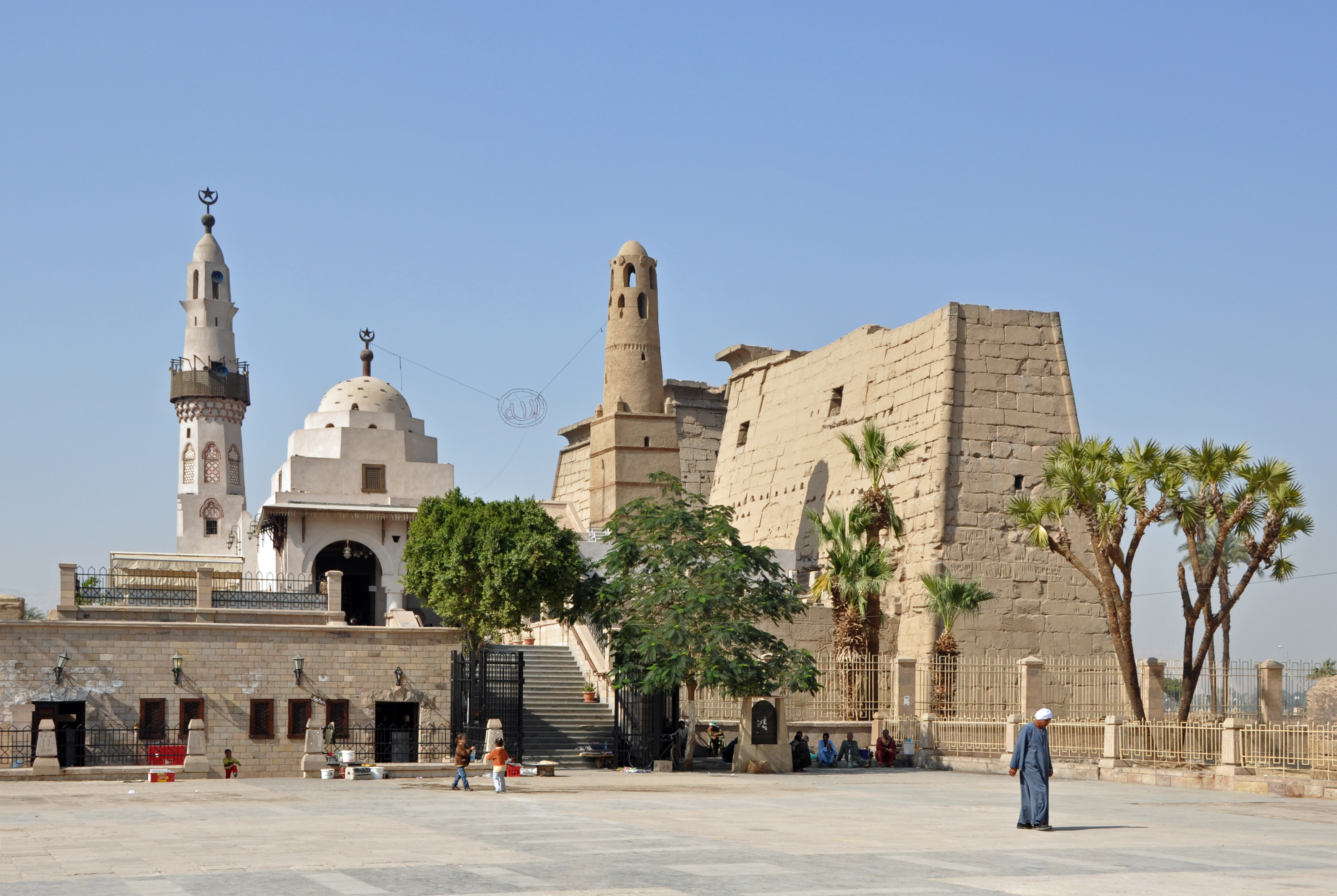
Мечеть Абу Хаггаг.

Со времен средневековья мусульманское население Луксора обосновалось в храме и вокруг него, на южном склоне горы. Жители Луксора, расположенного на вершине и вокруг Луксорского храма, столетиями накапливали щебень, образовав искусственный холм высотой около 14,5-15 метров. После 1884 года профессор Гастон Масперо начал раскопки Луксорского храма.
6 августа 2018 года в Луксоре на аллее сфинксов обнаружена новая статуя в виде льва с головой человека. Находка по виду похожа на большого сфинкса в Каире у Великих пирамид.
В 2013 году вспыхнул скандал вокруг 14-летнего китайского туриста, оставившего на рельефной скульптуре в Луксорском храме надпись китайскими иероглифами «Здесь был Дин Цзиньхао». Родители подростка принесли извинение за акт вандализма, а пресс-секретарь МИД КНР призвал граждан страны соблюдать законы государств пребывания.

## Обрядовость
C периода Нового царства ежегодно отмечался Праздник Опет — символическое бракосочетания Амона и Мут. Барки с изображениями этих богов и их ребёнка Хонсу (фиванская триада) перевозились из Карнакского храма (Ипет-сут) в Луксорский, расстояние между которыми около 2 км.

## Галерея

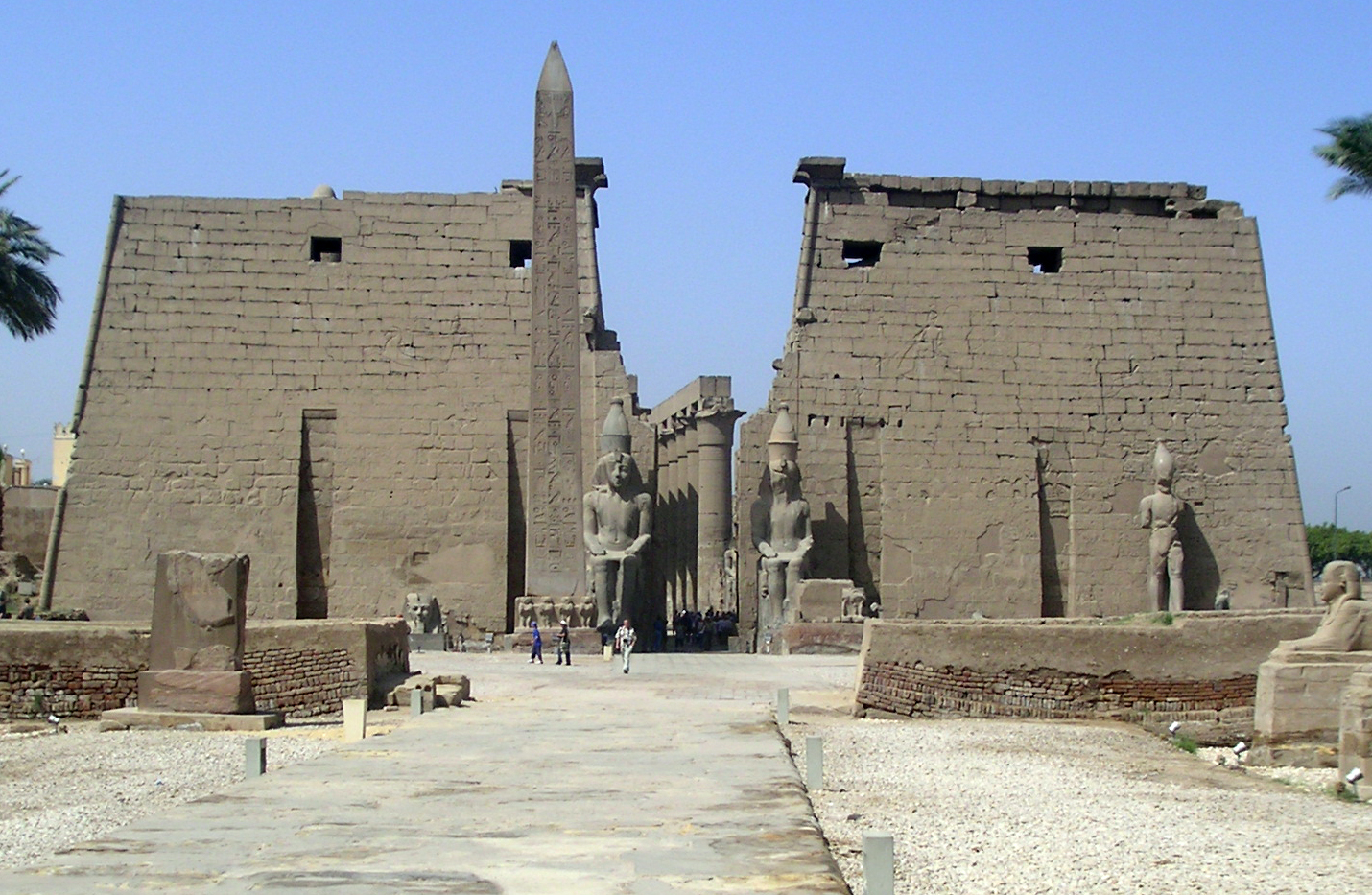
Аллея сфинксов и пилоны днём.
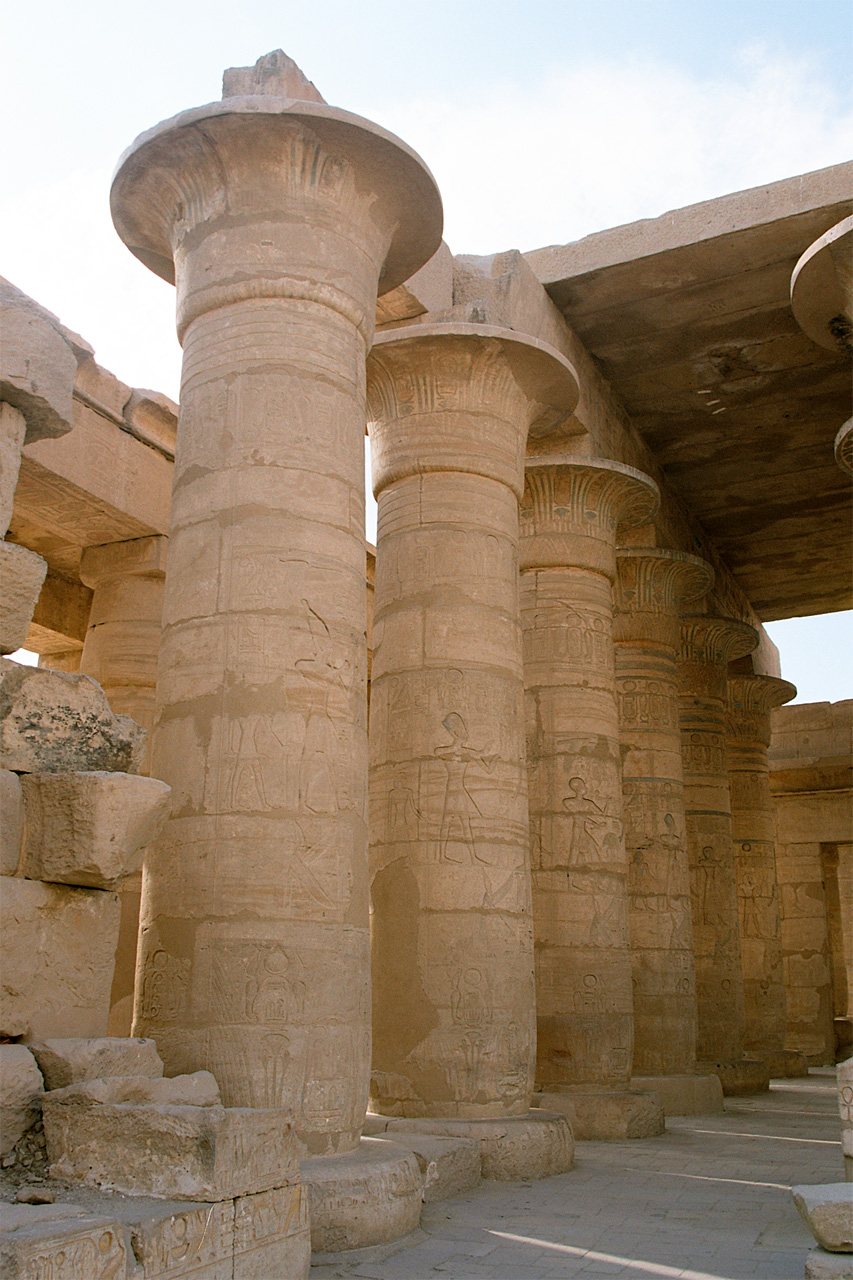
Рамессеум
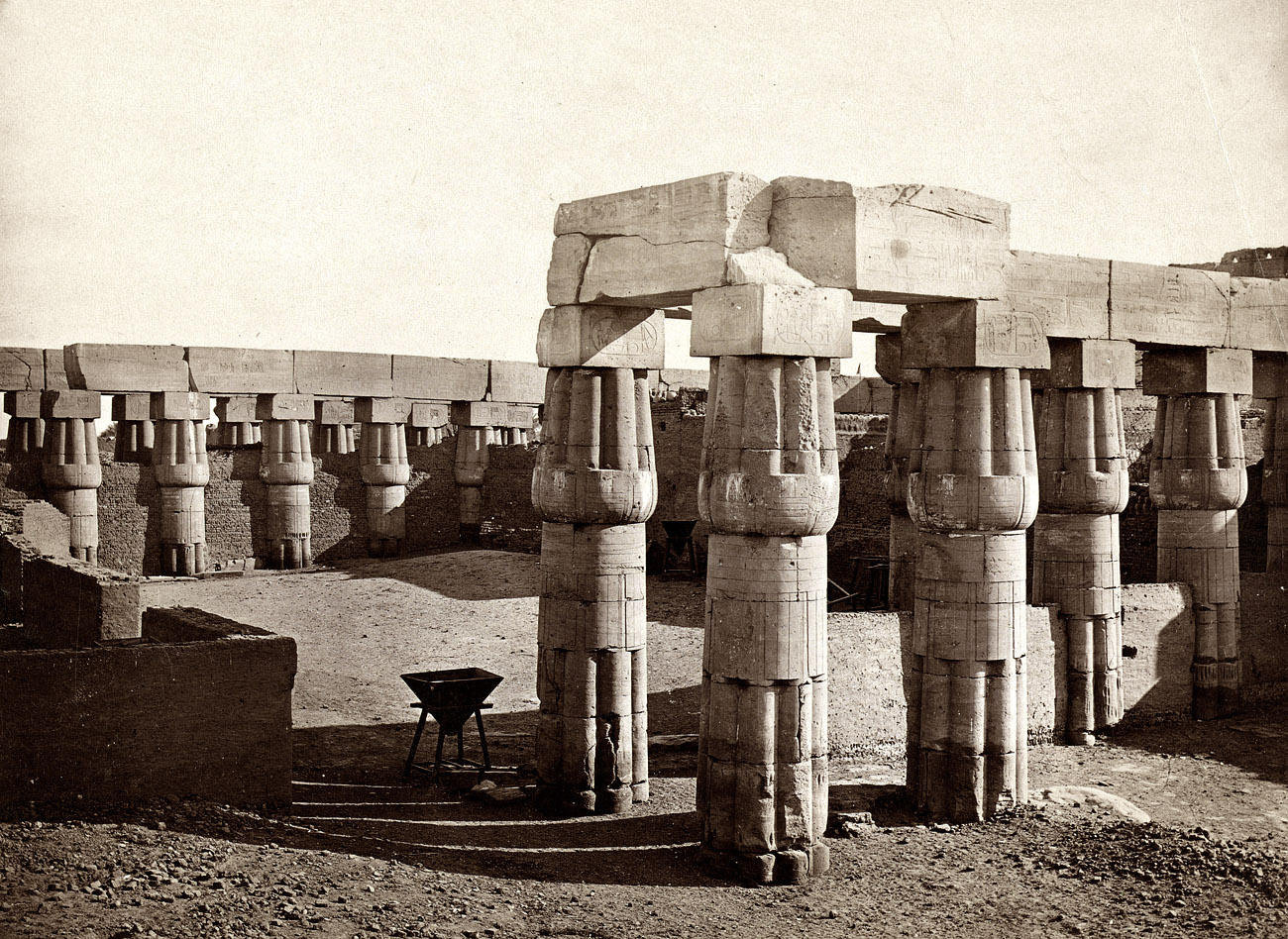
Старинная фотография колонного зала Аменхотепа III
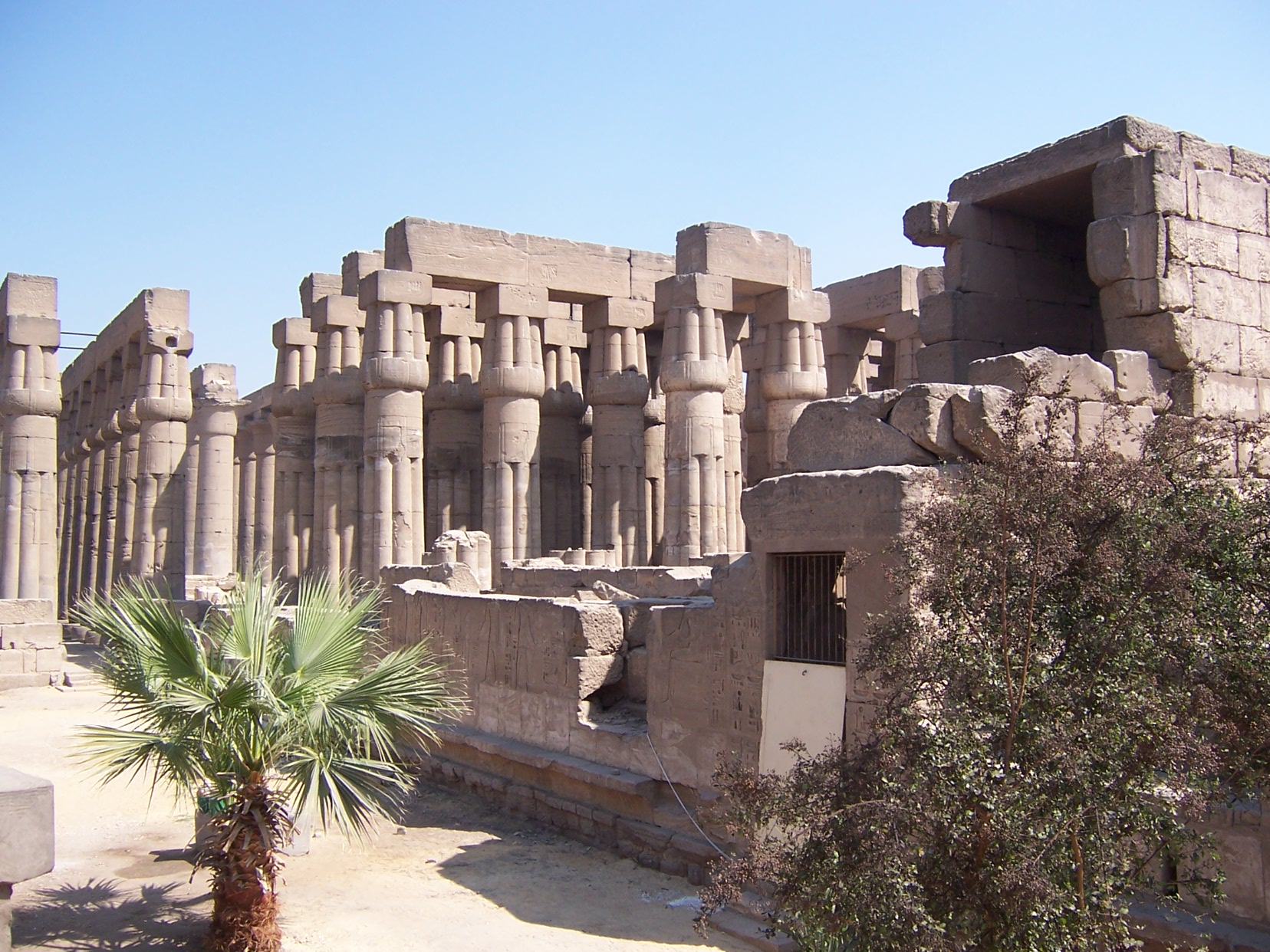
Пальмообразные колонны
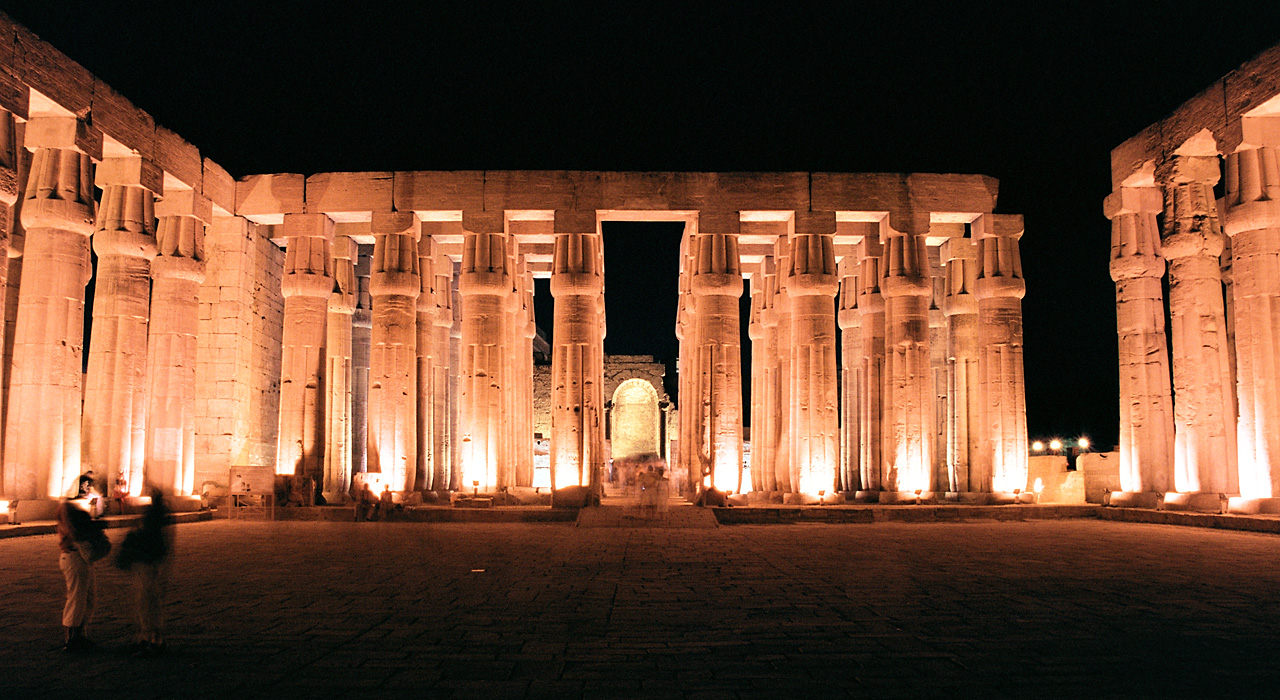
Колонны храма в тёмное время суток
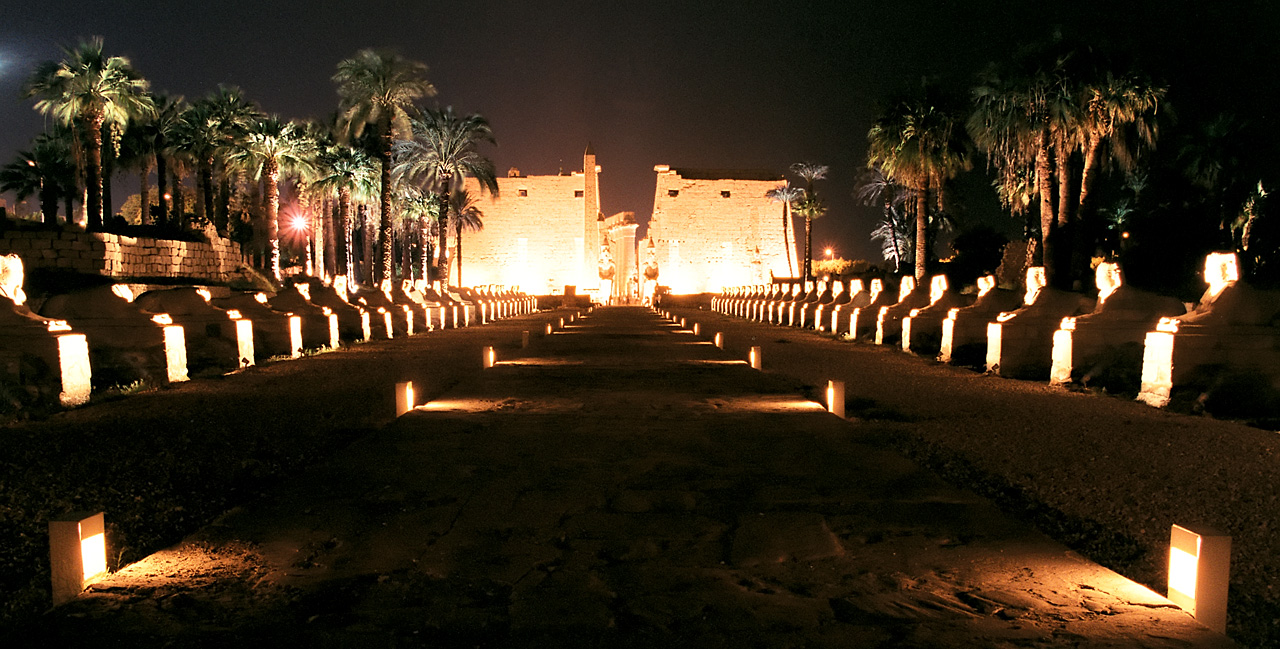
Аллея сфинксов ночью
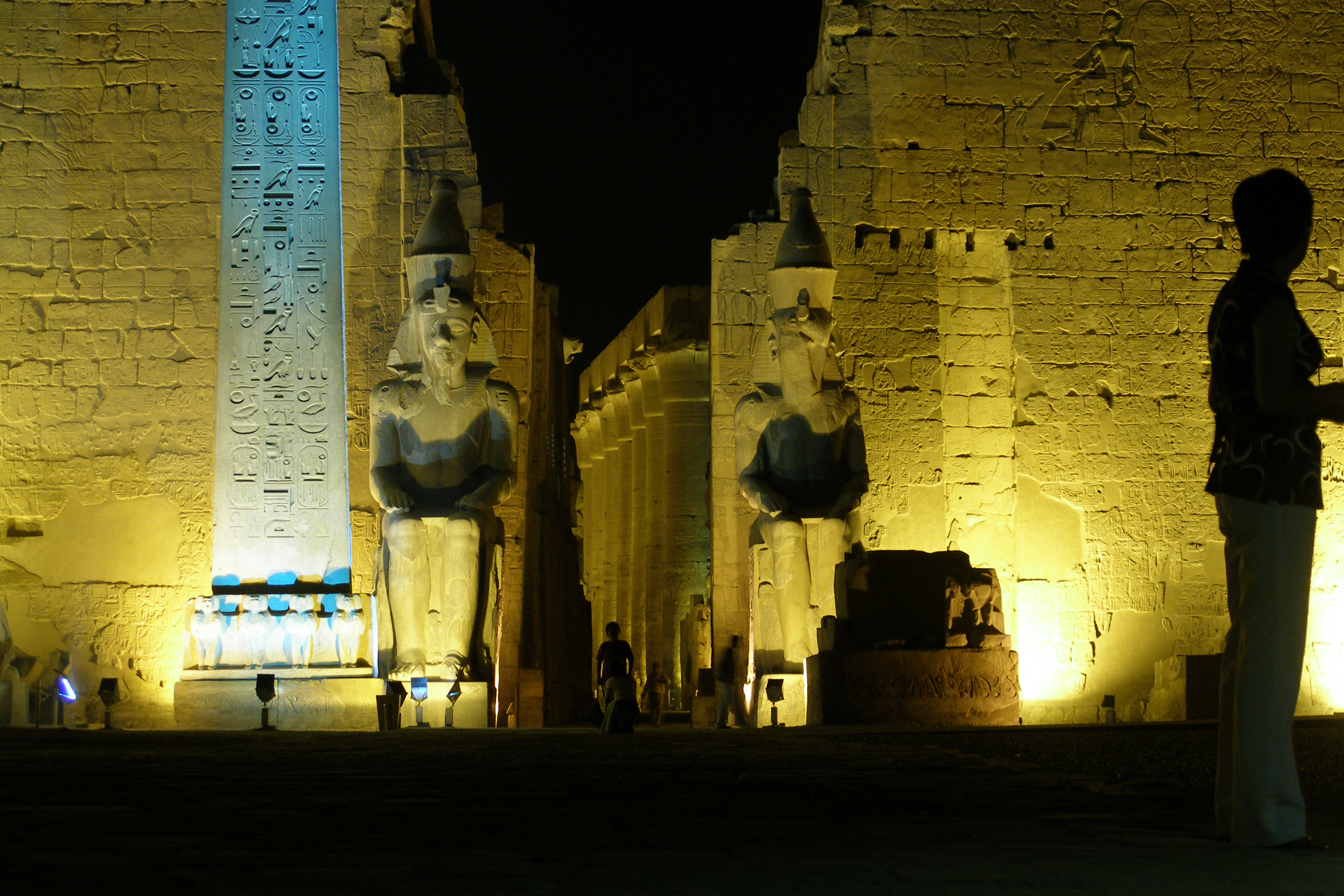
Главный вход ночью
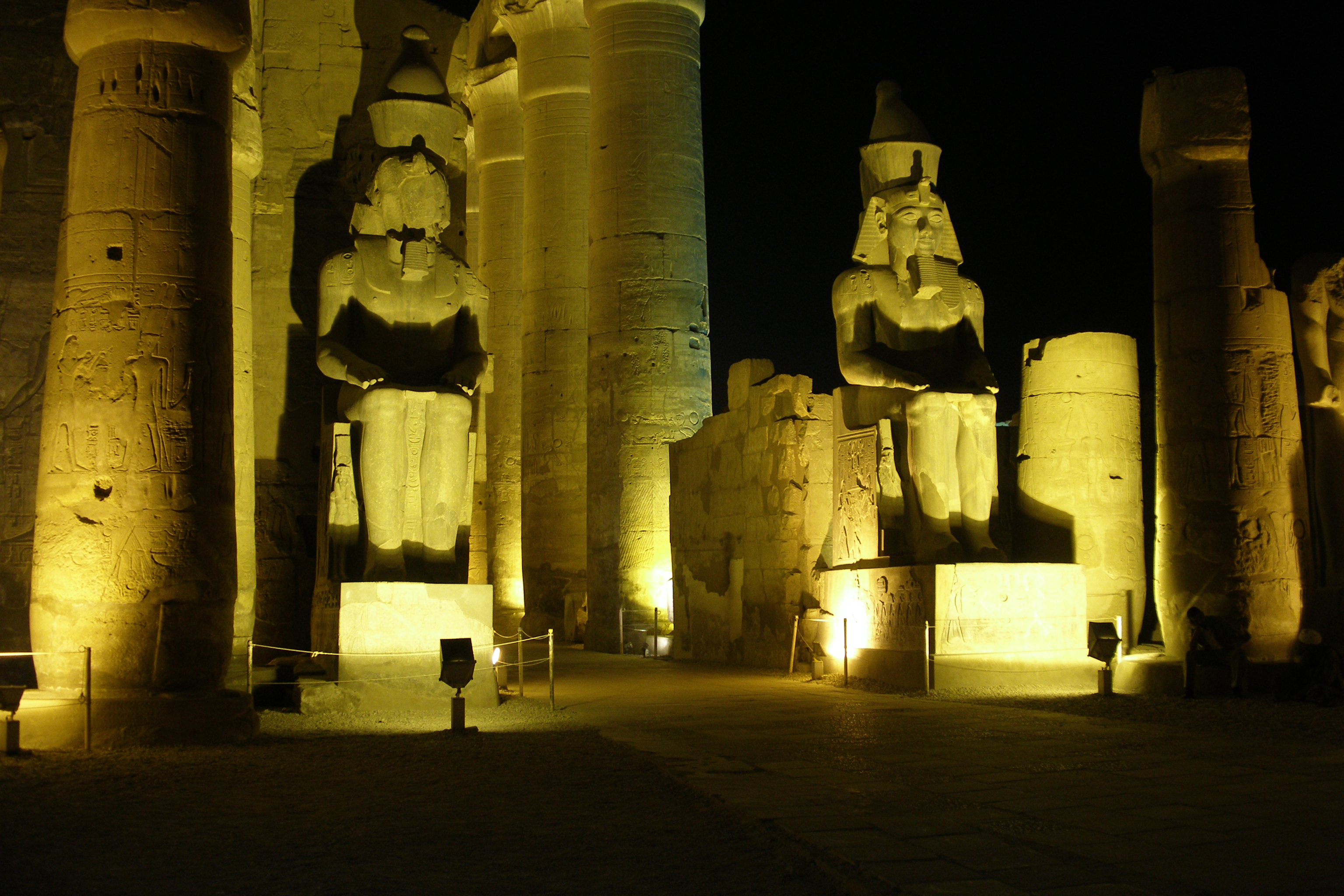
Статуи Рамсеса II ночью
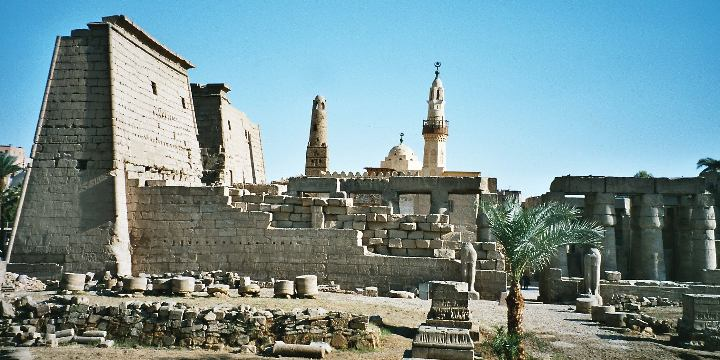
Общий вид на храм и мечеть
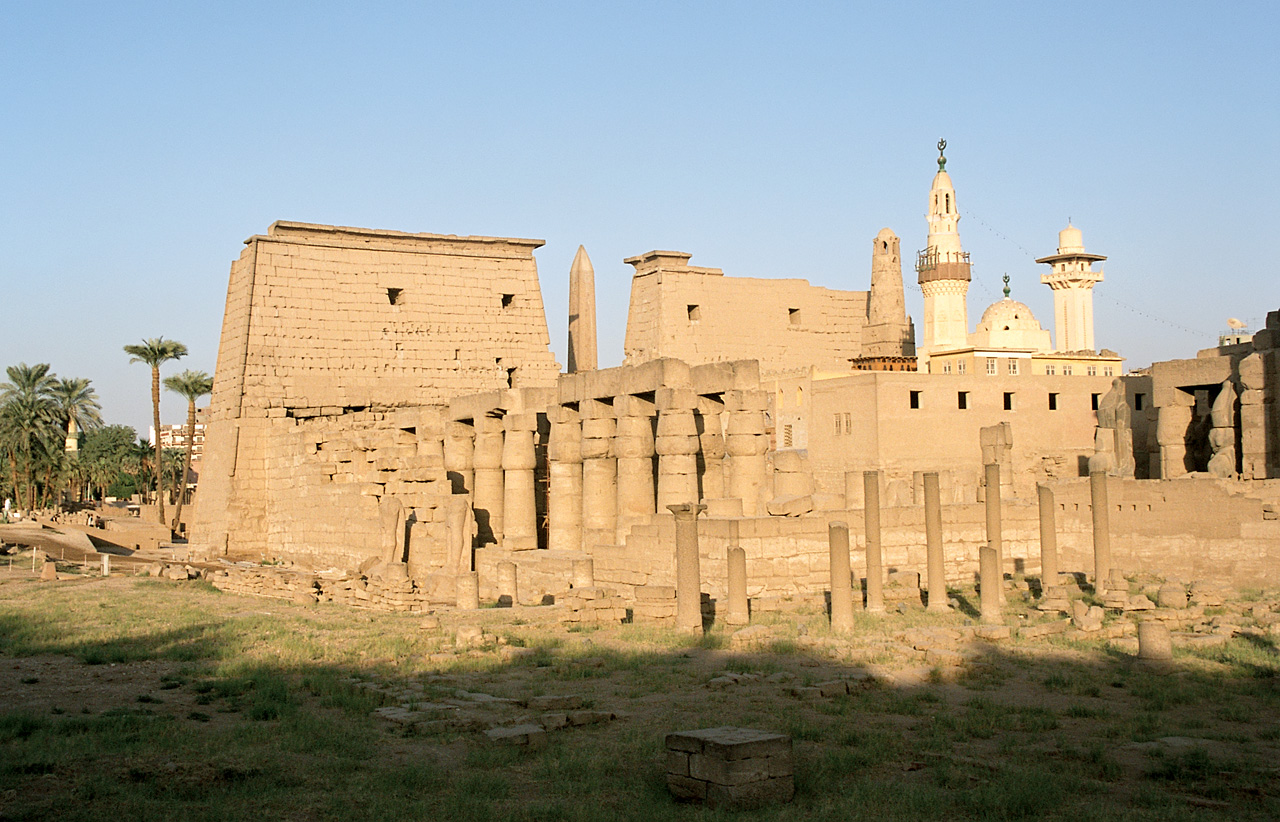
Юго-западный вид на храм
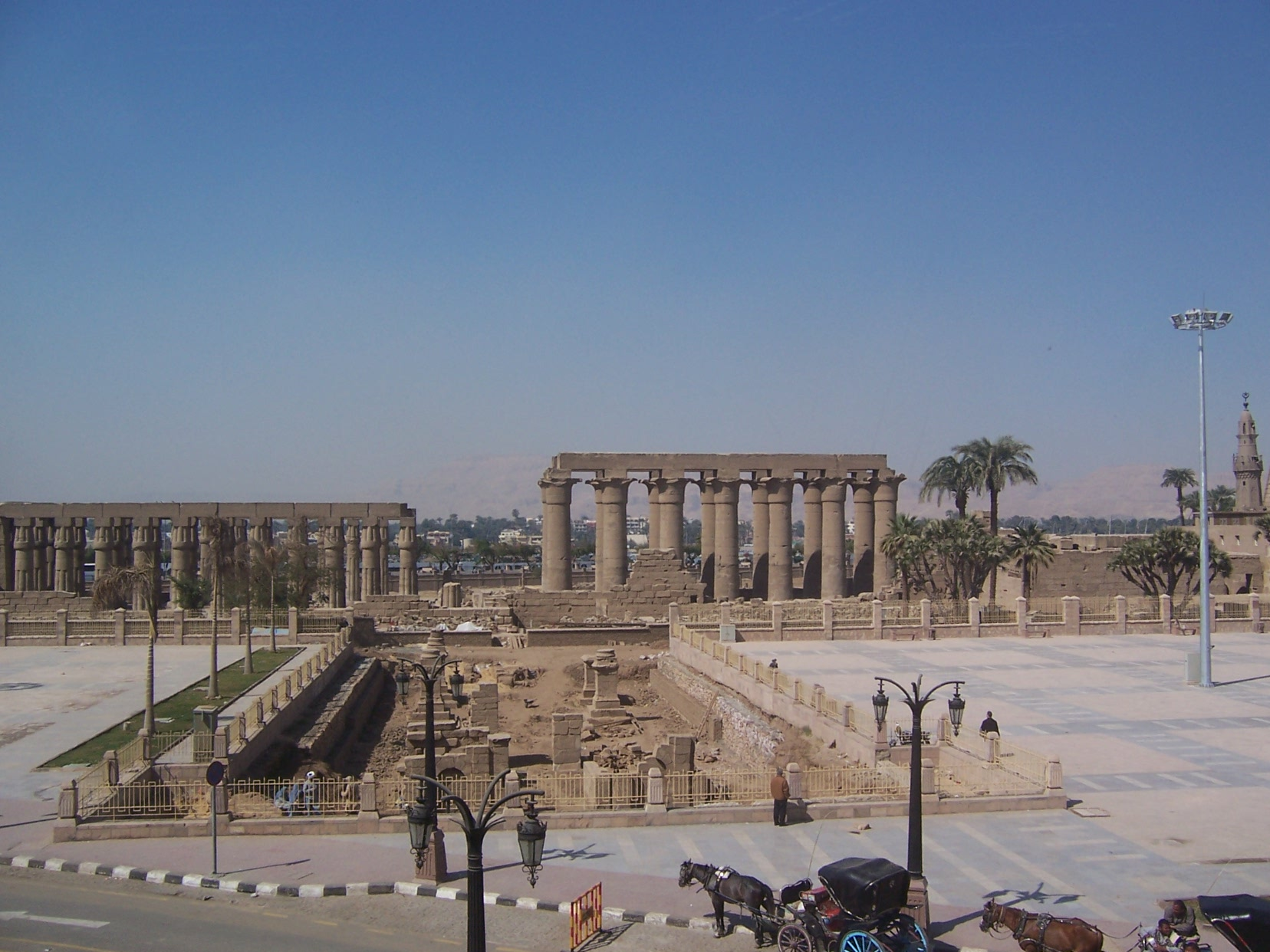
Площадка перед храмом
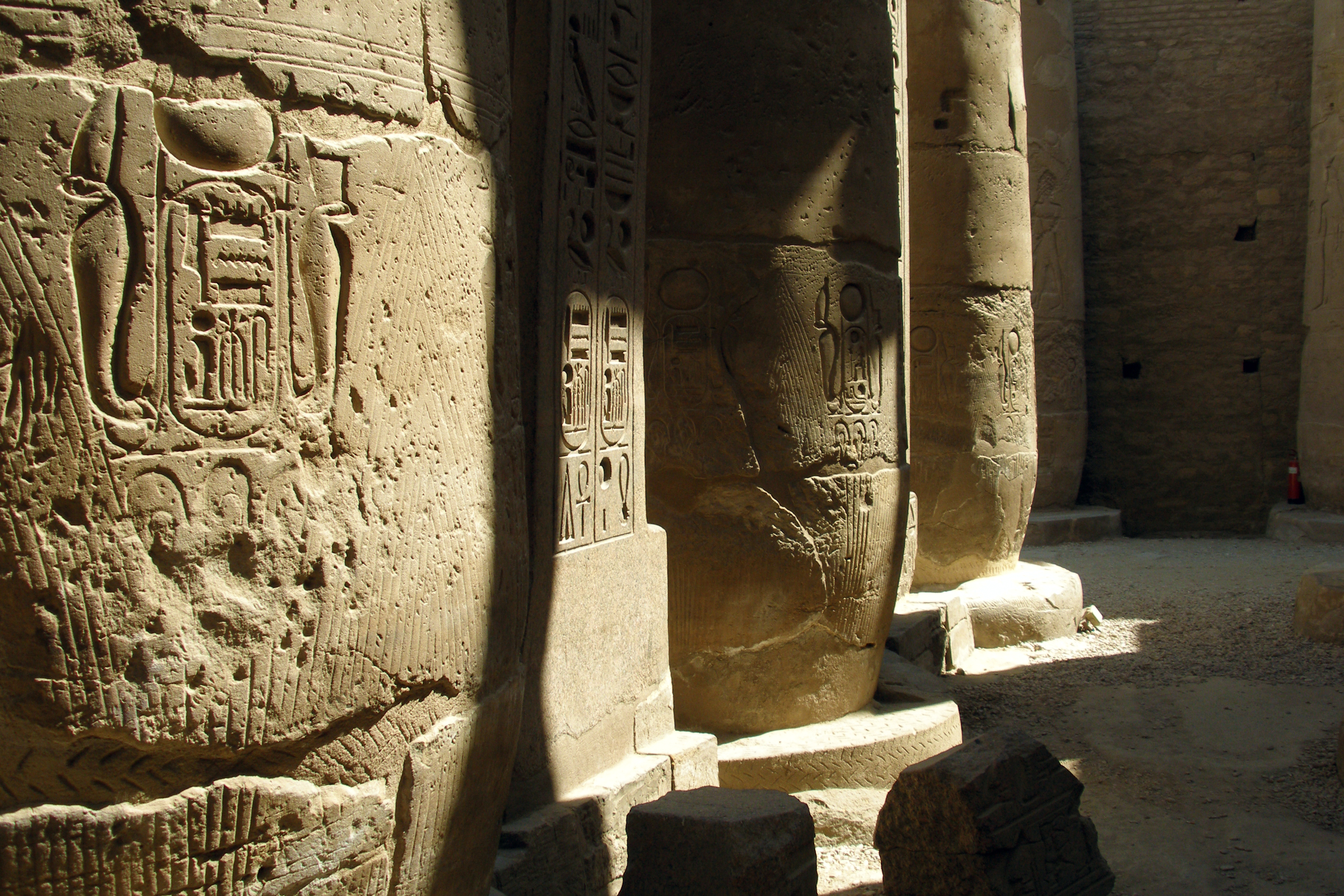
Массивные колонны с древнеегипетскими барельефами
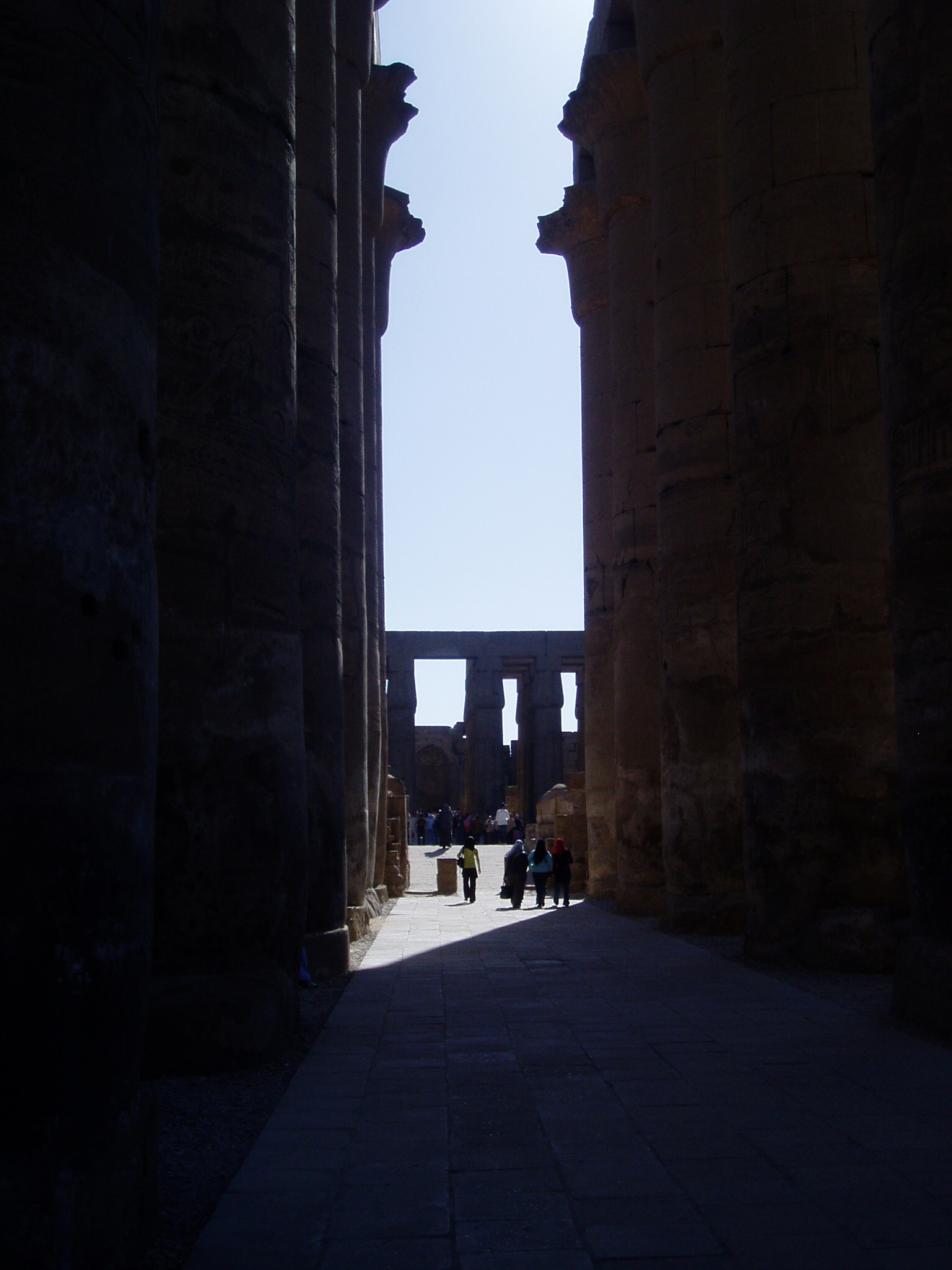
Между колоннами храма
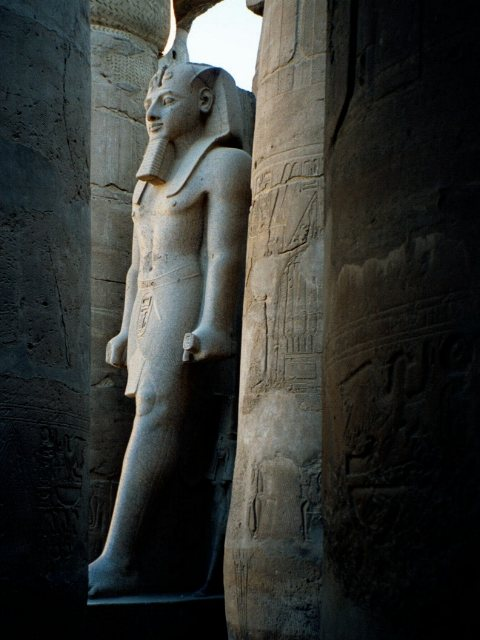
Статуя Рамсеса II
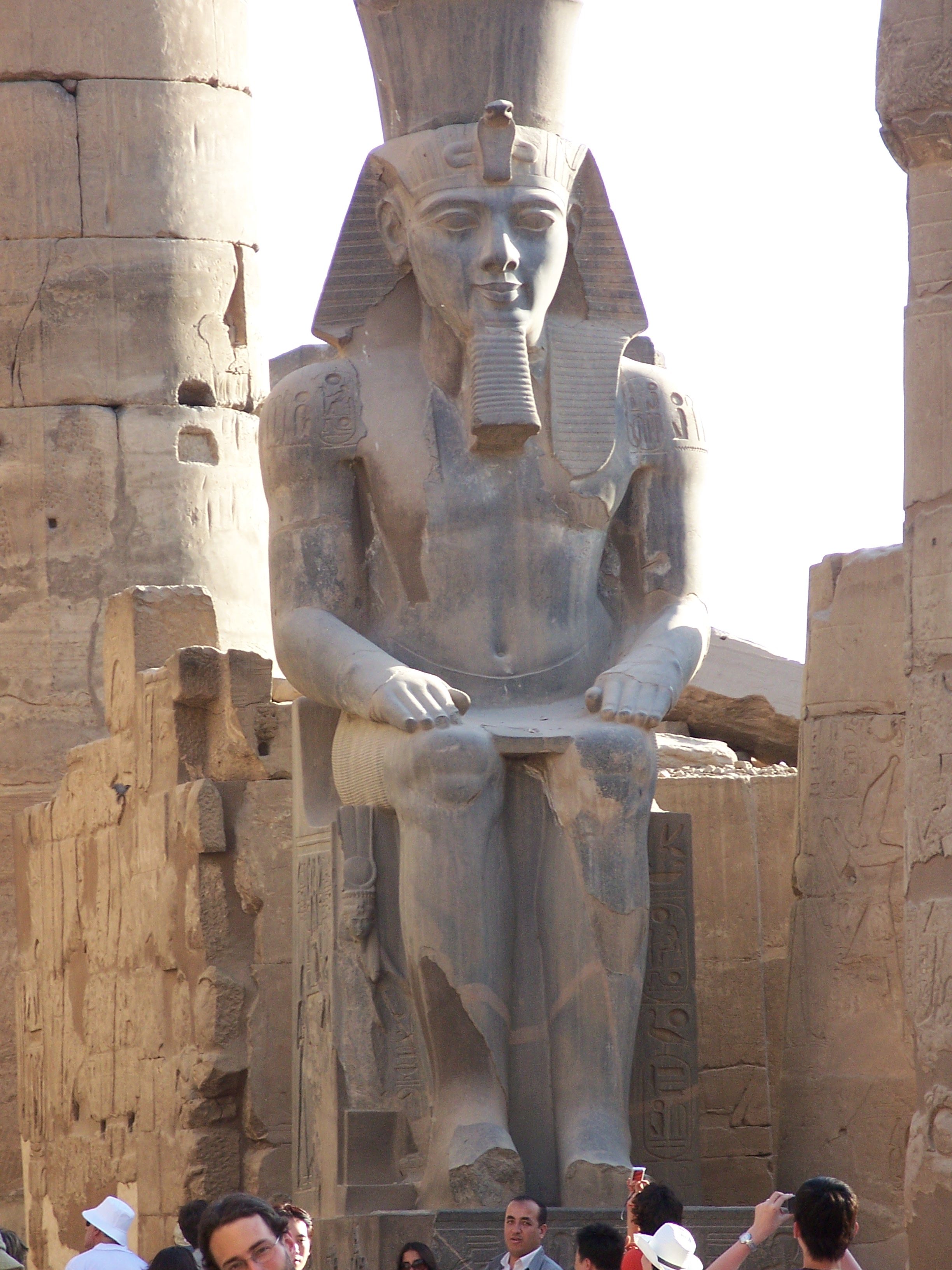
Статуя сидящего Рамсеса II
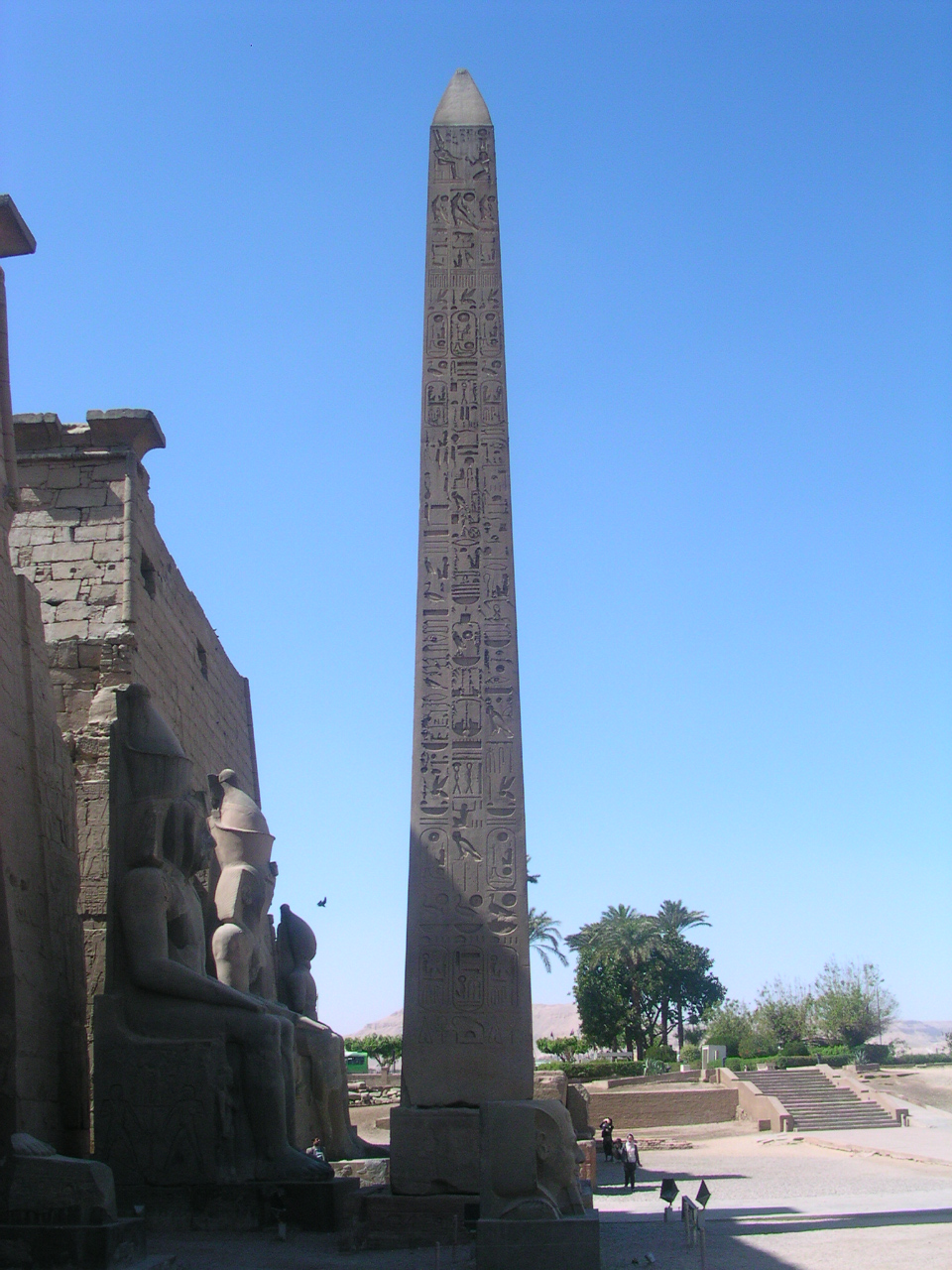
Гранитный обелиск
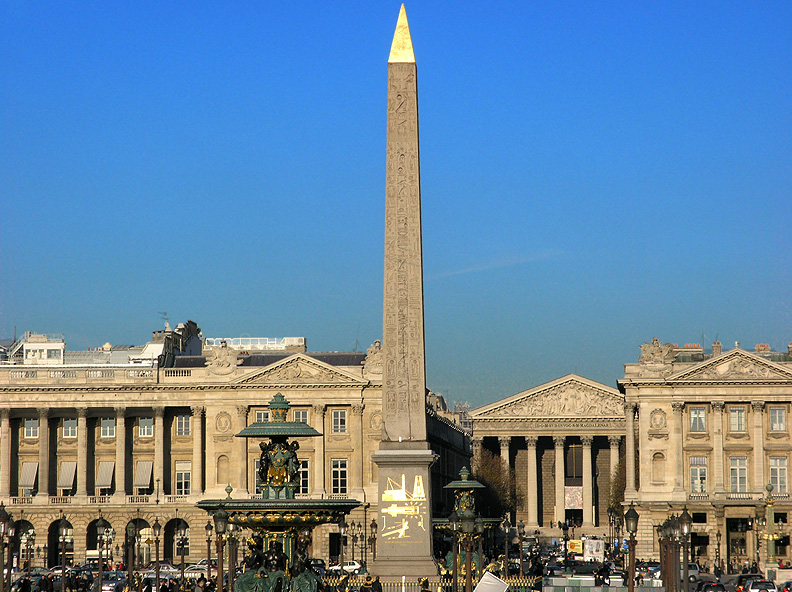
Луксорский обелиск в Париже
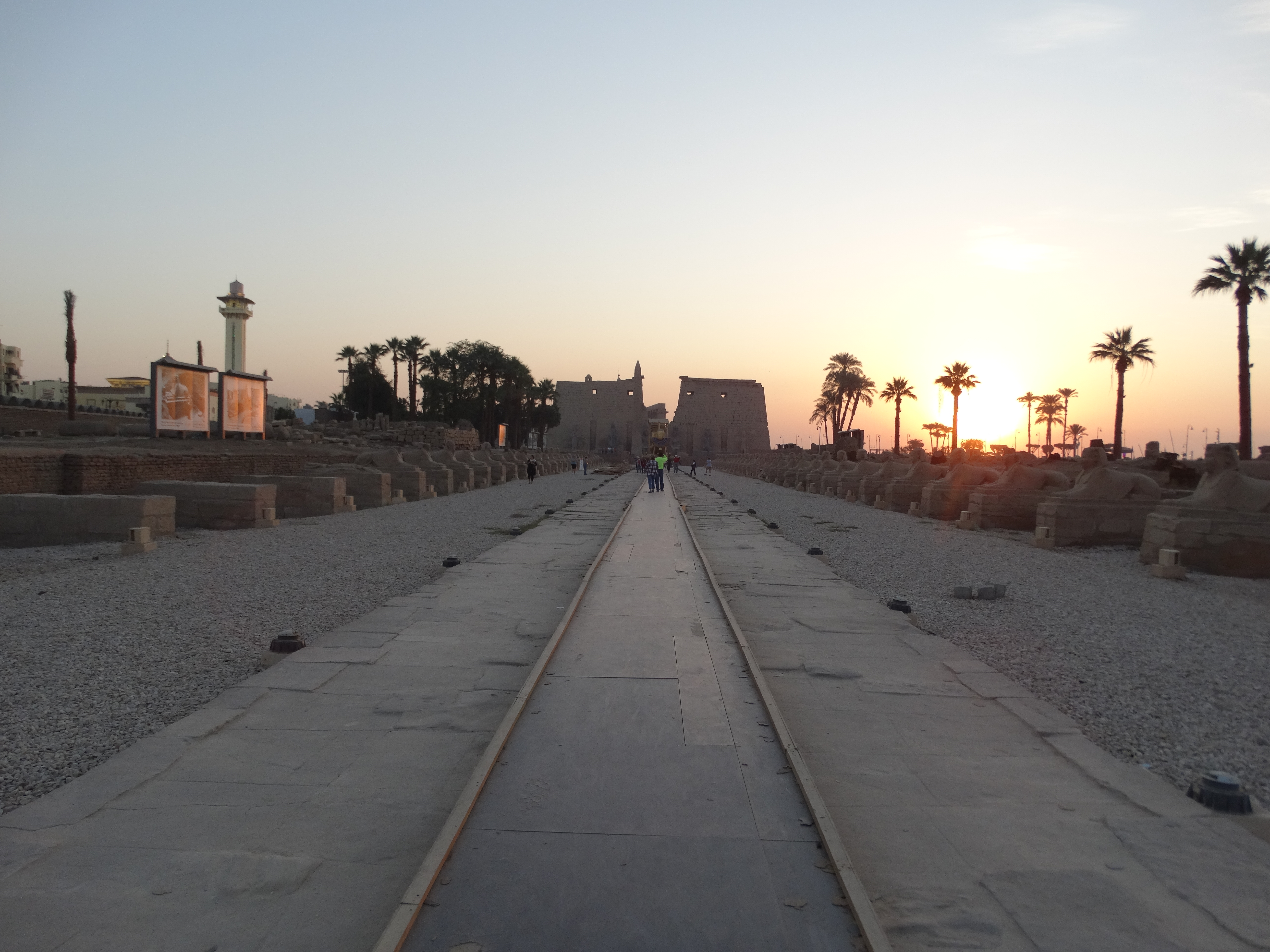
Древняя дорога в Карнак